# Nicole Eisenman
Nicole Eisenman (Verdún, 1965) es una artista estadounidense conocida principalmente por sus pinturas. Eisenman fue profesora en Bard College, en Annandale-on-Hudson, desde 2003 hasta 2009. Ha sido galardonada con la beca Guggenheim (1996), el Premio Carnegie (2013), y ha sido incluida dos veces en la Bienal de Whitney (1995, 2012). El 29 de septiembre de 2015 ganó el premio MacArthur "Genius Grant" por "recuperar para la representación de la forma humana un significado cultural que durante el ascenso de la abstracción en el siglo XX se había visto menguado". Eisenman actualmente vive y trabaja en Brooklyn.

## Trayectoria
Nació en 1965 en Verdun, Francia, donde su padre tenía una plaza como psiquiatra en el ejército. Creció en Scarsdale, Nueva York y se graduó en la Escuela de Diseño de Rhode Island en 1987. Su bisabuela era Esther  Hamerman.
Las pinturas figurativas al óleo de Eisenman juegan a menudo con temas de sexualidad, comedia, y caricatura. Aunque es conocida por sus pinturas, la artista también crea instalaciones, dibujos, impresiones, y esculturas. Junto con A.L. Steiner, es la cofundadora del queer/feminist curatorial initiative Ridykeulous.
Las pinturas de Eisenman a menudo son retratos expresionistas de personajes que según ella están caracterizados como sus amigos e incluso como ella misma. Estos personajes están basados en percepciones sobre la vida desde la perspectiva cultural y contemporánea de Eisenman.
La mayor parte de sus trabajos iniciales se inspiran en Edvard Munch, Philip Guston y Amy Sillman.

## Exposiciones

### En solitario
- Nicole Eisenman, Kunsthalle Zürich (2007)[12]
- Matrix 248, Berkeley Art Museum (2013)[16]
- Dear Nemesis, Nicole Eisenman 1993–2013, Contemporary Art Museum St. Louis (2014)[17]
- Dear Nemesis: Nicole Eisenman 1993–2013, Institute of Contemporary Art, Philadelphia (2014)[18]
- Masterpieces & Curiosities: Nicole Eisenman’s Seder[19] (2015), The Jewish Museum
- Nicole Eisenman: Al-ugh-ories, New Museum (2016)[20]
- Nicole Eisenman: Dark Light, Secession, Vienna, Austria (2017)[21]

### Grupales
- Whitney Biennial, Whitney Museum of American Art (1995)[22]
- Provocations, California Art Center (2004)
- Prospect.2 New Orleans (2011)[23]
- Whitney Biennial, Whitney Museum of American Art (2012)[24]
- 2013 Carnegie International, Carnegie Museum of Art (2013)[1]
- Manifesta10, The Hermitage Museum, St. Petersburg (2014)[25]
- NYC 1993: Experimental Jet Set, Trash and No Star, New Museum (2013)
- The Forever Now: Contemporary Painting in an Atemporal World, MoMA (2014)[26]
- Scenes from the Collection, The Jewish Museum, New York (2018)[27]
- Whitney Biennial, Whitney Museum of American Art (2019)

## Reconocimientos
Eisenman ha recibido numerosas becas y premios, entre ellos la Beca Guggenheim (1996), el Premio Carnegie, el Premio Anónimo era mujer (2014) y la Beca Louis Comfort Tiffany (1995). También recibió una "beca para genios" de MacArthur 2015. También en 2015, fue incluida en The Forward 50.

## Colecciones
El trabajo de la artista se puede encontrar en una serie de instituciones, entre ellas: 
- Instituto de Arte de Chicago[33]
- Museo de Arte Moderno, Nueva York[34]
- Museo de Arte Moderno de San Francisco
- Centro de arte Walker, Minneapolis[35]
- Museo Whitney de Arte Americano, Nueva York[36]
- Kunsthalle Zürich
- El Museo Judío[37]